# سوفیفی

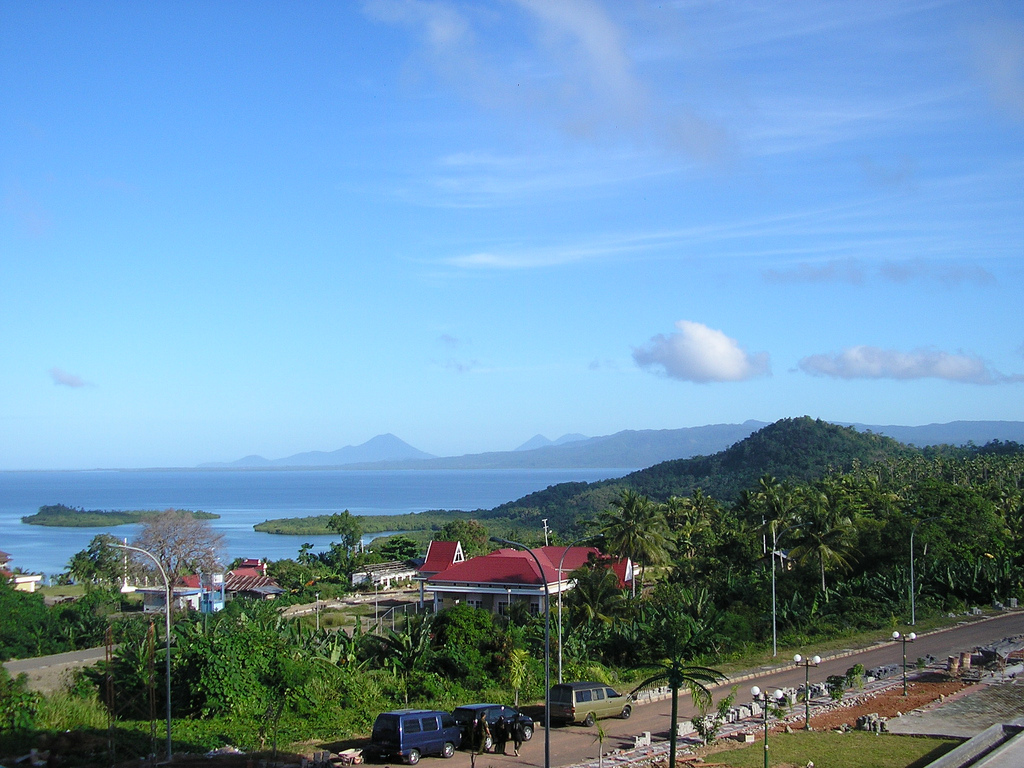
سوفیفی.

سوفیفی یکی از سکونت‌گاه‌های کوچک اندونزی است که در ساحل غربی جزیرهٔ هالماهرا واقع شده‌است. پس از سال ۲۰۰۷، این شهر به‌عنوان پایتخت جدید استان ملوک شمالی انتخاب شد. پیش از آن، «کوتا ترنات» پایتخت این استان بوده‌است. امروزه سوفیفی به‌جهت مرکزیت سیاسی ملوک شمالی، روزبه‌روز پیش‌رفت کرده و زیرساخت‌های آن توسعه می‌یابد.